# Adam Niemiec
Adam Maria Niemiec (Milanówek, 8 settembre 1947) è un ex cestista polacco.

## Carriera
Con la Polonia ha disputato i Giochi olimpici di Città del Messico 1968 e i Campionati europei del 1969.

## Palmarès
- Campionato polacco: 1

AZS Varsavia: 1966-67
- Coppa di Polonia: 1

AZS Varsavia: 1971